# Thiếu nữ bên hoa huệ
Thiếu nữ bên hoa huệ là một tác phẩm tranh sơn dầu do họa sĩ Tô Ngọc Vân sáng tác năm 1943. Bức tranh mô tả chân dung một thiếu nữ mặc áo dài trắng bên cạnh lọ hoa huệ trắng. Tác phẩm này được coi là bức tranh tiêu biểu nhất trong sự nghiệp sáng tác của họa sĩ Tô Ngọc Vân cũng như là một trong những đại diện tiêu biểu nhất cho mỹ thuật Việt Nam đầu thế kỷ 20....

## Mô tả
Thiếu nữ bên hoa huệ mô tả chân dung của một người thiếu nữ mặc áo dài trắng đang nghiêng đầu một cách tự nhiên về phía lọ hoa huệ tây trắng. Hình dáng cô gái cùng những chi tiết và màu sắc xung quanh tạo thành một hình khối giản dị, toát lên một nét buồn vương vấn, nhẹ nhàng. Hoa huệ cắm trong lọ bên cạnh cô gái không phải là loại hoa huệ bông nhỏ thường dùng trong các ngày rằm mà là hoa huệ tây hay tên phổ biến là hoa loa kèn.

## Lịch sử
Theo học khóa sơn dầu 1926-1931 của trường Cao đẳng Mỹ thuật Đông Dương, họa sĩ Tô Ngọc Vân được coi là một trong những nghệ sĩ xuất sắc của hội họa Việt Nam trước 1945 với câu so sánh "Nhất Trí, nhì Vân, tam Lân, tứ Cẩn". Bắt đầu có nhiều tác phẩm đáng chú ý từ thập niên 1930, Tô Ngọc Vân sáng tác bức tranh nổi tiếng nhất của ông, Thiếu nữ bên hoa huệ, vào năm 1943. Người mẫu của bức tranh là cô Sáu, một người mẫu tranh sáng giá thời bấy giờ ở Hà Nội. Cô còn là người mẫu cho nhiều tác phẩm khác của họa sĩ Tô Ngọc Vân trong đó có bức Thiếu nữ với hoa sen. Bên cạnh Tô Ngọc Vân, cô Sáu còn là người mẫu tranh cho nhiều họa sĩ nổi tiếng đương thời như Trần Văn Cẩn, Nguyễn Gia Trí, Lương Xuân Nhị. Sau này khi di cư vào miền Nam cô tiếp tục làm người mẫu cho họa sĩ Nguyễn Gia Trí.
Sau khi quân đội Pháp quay lại chiếm Hà Nội, Thiếu nữ bên hoa huệ được bán cho nhà sưu tập tranh nổi tiếng Hoàng Vũ (tên thật là Bùi Đình Thản). Sau khi ông Hoàng Vũ qua đời, tác phẩm này được các con của ông bán cho một người sưu tầm tên là Hà Thúc Cần với giá 1 USD. Theo lời họa sĩ Tô Ngọc Thành, con trai của họa sĩ Tô Ngọc Vân, thì sau khi mua được Thiếu nữ bên hoa huệ, ông Cần đã bán lại tác phẩm nổi tiếng ra nước ngoài, bấp chấp quy định cấm của Việt Nam. Một phiên bản chép lại của bức tranh từng được trưng bày tại Bảo tàng Mỹ thuật Việt Nam nhưng từ sau năm 1990 phiên bản này đã được gỡ bỏ trong nỗ lực chỉ treo tranh bản chính của Bảo tàng.

## Đánh giá
Bức tranh Thiếu nữ bên hoa huệ được coi là tác phẩm nổi tiếng nhất của họa sĩ Tô Ngọc Vân cũng như là một trong những đại diện tiêu biểu nhất của hội họa Việt Nam đầu thế kỷ 20.
Bên cạnh những giá trị nghệ thuật, Thiếu nữ bên hoa huệ còn thể hiện cho một thú chơi tao nhã của người Hà Nội, thú chơi hoa loa kèn trắng, loài hoa nở rộ vào cuối tháng 3, đầu tháng 4 hàng năm ở đây.